# 王桂怀
王桂怀（？—？），直隶获鹿（河北鹿泉）人，清朝政治人物。拔贡出身。
王桂怀曾于1791年接替李先瓒任华亭县知县一职，1791年由郑濂接任。